# Pedagogía Freinet

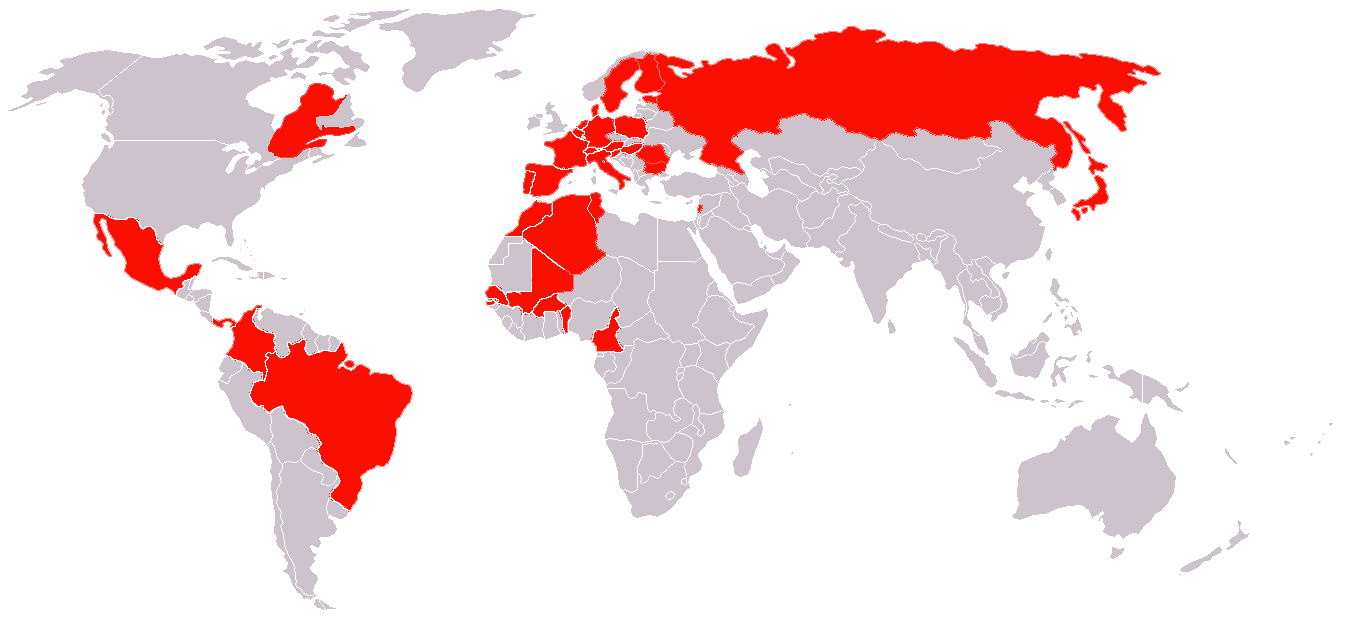
Expansión de los métodos Freinet represetada por la FIMEM.

La Pedagogía Freinet se basa en las propuestas teóricas y prácticas del pedagogo francés Célestin Freinet. Las cuales debido a la amplitud de su obra no siempre es fácil de rastrear en un registro sistemático y ordenado. Aunque muchos de sus libros hayan recogido sus opiniones y sus planteamientos de forma ordenada, tales como Los Métodos Naturales I, II y III, La enseñanza del cálculo, o El texto libre , establecer una continuidad entre estos y sus libros con temas más sicológicos, prácticos y literarios no es sencillo.
La pedagogía de Freinet es una de las propuestas más amplias que hay debido a que él estableció que en sí mismo no es una propuesta acabada y que esta 
se presta a modificaciones por los educadores del CEL, por las condiciones particulares en las que ellos desarrollan su profesión y que en ese proceso expandan y reformulen la pedagogía de Freinet. El otro motivo de la amplitud de sus propuesta es la gran cantidad de referencias hacia otros pedagogos que se hallan en sus textos, Maria Montessori, Ovide Decroly, Édouard Claparède, Anton Makarenko, o John Dewey, junto con otros pensadores, filósofos, psicólogos o psicoanalistas, tales como Karl Marx, Sigmund Freud, Jean Piaget, Adolphe Ferrière, Johann Heinrich Pestalozzi, Jean-Jacques Rousseau, François Rabelais, entre otros.

## Características
Conjunto de técnicas activa, popular, natural, abierta, y paidológica. El niño, en la pedagogía Freinet, es activo, autónomo, creativo, es el «autor» de su propio aprendizaje. Se centra en la renovación del ambiente escolar, y en las funciones de los maestros. Su objetivo es que los niños aprendan haciendo y hagan pensando.
La escuela que propugna Freinet es:
- Para el pueblo, para la clase trabajadora.
- Con intereses populares, con democracia interna y una cultura democrática y participativa.
- Sin imposiciones externas.
- Sin la domesticación de la escuela capitalista.
- Sin notas de obediencia.

La misión principal de la escuela popular era ayudar a las potencialidades de cada individuo. Freinet pretende que la escuela sea viva, una continuación de la vida del pueblo y del medio con sus problemas y realidades. Para ello plantea un proceso educativo centrado en:
- El niño: "toda pedagogía que no parte del educando es un fracaso, para él y para sus necesidades y sus aplicaciones más íntimas".
- La labor del profesor: "poner a su disposición las técnicas más apropiadas y los instrumentos adecuados a éstas técnicas".

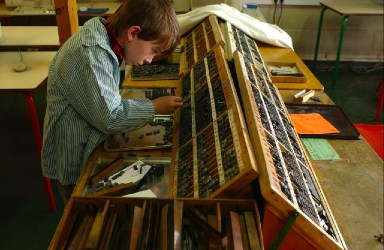
La imprenta escolar, en la base de las propuestas de Freinet.

Freinet a la educación para la acción la denomina "educación con el trabajo" y es uno de los principios básicos de la pedagogía freinetista. Para Freinet el conocimiento es: la acción, la experiencia, el ejercicio; la base de la nueva pedagogía debe ser crear la atmósfera de trabajo adecuada para que el niño pueda desarrollar actividades productivas y formativas. La educación por el trabajo ha de tratarse de una educación-juego, que esté a la altura de las necesidades e intereses del niño, si el trabajo-juego no puede realizarse debe ser sustituido por el juego-trabajo.
El proceso de aprendizaje se basa en la: observación, experimentación, acción y no en la razón como lo hace la pedagogía tradicional. El papel del maestro es antiautoritario, colaborando con el alumno en la búsqueda del conocimiento.
Como otra de sus características podemos señalar la importancia que le concedió a los asuntos prácticas de la escuela y que las modificaciones debían partir de ella teniendo en cuenta sus condiciones singulares. Con la intención de colaborar en este proceso de renovación de las instituciones escolares, Freinet escribió algunos libros prácticos en las cuales están consignados indicaciones o sugerencias para su modificación. Uno de ellos, Las invariantes pedagógicas, expone 30 máximas que han de cumplir las escuelas así como indicadores para evaluar su cumplimiento. Las máximas son las siguientes:
1. El niño es de la misma naturaleza que el adulto.
2. Ser mayor no significa forzosamente estar por encima de los demás.
3. El comportamiento escolar de un niño está en función de su estado fisiológico, orgánico y constitucional.
4. A nadie le gusta que lo manden autoritariamente; el niño, en eso, no se distingue del adulto.
5. A nadie le gusta alinearse, porque la alinearse es obedecer pasivamente a un orden externo.
6. A nadie le gusta verse obligado a hacer determinado trabajo, incluso si este trabajo no le desagrada particularmente. Es la obligatoriedad lo que paraliza.
7. A cada uno le gusta escoger su trabajo, aunque la elección no sea la más ventajosa.
8. A nadie le gusta dar vueltas en el vacío, comportarse como un robot; es decir, actuar, someterse a pensamientos inscritos en rutinas en las que no participa.
9. Es preciso que motivemos su trabajo.
10. Basta de escolástica (A partir de esta se derivan dos: Todo individuo quiere conseguir éxitos. El fracaso es inhibidor, destructor del ánimo y del entusiasmo y El juego no es la naturaleza del niño, sino el trabajo).
11. La vía normal de la adquisición no es de ningún modo la observación, la explicación y la demostración (que constituyen el proceso esencial de la escuela), sino el tanteo experimental, procedimiento natural y universal.
12. La memoria, por la que se preocupa tanto la escuela, es válida y preciosa solo cuando se integran en el tanteo experimental, cuando está verdaderamente al servicio de la vida.
13. Las adquisiciones no se logran, como a veces se cree, mediante el estudio de las reglas y leyes, sino por la experiencia. Estudiar en primer lugar estas reglas y esas leyes, en lengua, en arte, en matemáticas, en ciencia, es colocar la carreta delante de los bueyes.
14. La inteligencia no es una facultad específica, según enseña la escolástica, que funciona como un circuito cerrado independientemente de los demás elementos vitales del individuo.
15. La escuela solo cultiva una forma abstracta de inteligencia, que actúa fuera de la realidad viva, mediante la interpretación de las palabras y de ideas fijas por la memoria.
16. Al niño no le gusta recibir una lección magistral.
17. El niño no se cansa cuando hace un trabajo que está dentro de su línea de vida, que es por decirlo así, funcional para él.
18. A nadie, sea niño o adulto, le gusta el control y el castigo, que siempre consideran una ofensa a su dignidad, sobre todo cuanto se ejercen en público.
19. Las notas y las clasificaciones son siempre un error.
20. Hablad lo menos posible.
21. Al niño no le gusta el trabajo del rebaño, al cual debe conformarse el individuo. Le gusta el trabajo individual o el trabajo de equipo dentro de una comunidad cooperativa.
22. E orden y la disciplina son necesarios en clase.
23. Los castigos son siempre un error. Son humillantes para todos y jamás conducen la finalidad buscada. Son como mucho, una mala solución.
24. La vida nueva de la escuela supone la cooperación escolar, o sea, la gestión de la vida y del trabajo escolar, por los usuarios, incluyendo al maestro.
25. La sobrecarga de las clases es siempre un error pedagógico.
26. La concepción actual de los grandes conjuntos escolares conduce al anonimato del maestro y alumnos; por este mismo hecho es siempre una equivocación y un obstáculo.
27. La democracia de mañana se prepara con la democracia en la escuela. Un régimen autoritario en la escuela no podría formas ciudadanos demócratas.
28. Solo se puede educar dentro de la dignidad. Respetar a los niños, debiendo pestos respetar a sus maestros, es una de las primeras condiciones de la renovación de la escuela.
29. La oposición de la reacción pedagógica, elemento de la reacción social y política, es también una invariante con la cual tendremos que contar por desgracias, sin que esté en nosotros la posibilidad de evitarla o modificarla.
30. Por fin una invariante que justifica todos nuestros tanteos y autentifica nuestra acción: es la esperanza optimista de la vida.

## El tanteo experimental
Cuando se habla del tanteo experimental se trata de uno de los conceptos más transversales de su obra. La idea del tanteo toma como referencia una de las leyes de la conducta humana de Édouard Claparède:. «Cuando la situación es tan nueva que no evoca ninguna asociación de semejanza o cuando la repetición de lo semejante es ineficaz, la necesidad provoca una serie de reacciones de rebusca, reacciones de ensayo, de tanteo» Similar a  esta definición, Freinet plantea a lo largo de sus obras ideas que complementan o precisan su postura sin lograr una definición concreta. 
El tanteo experimental es como un hilo de Ariadna que nos conduce hacia perspectivas en donde se confunden lo orgánico y lo espiritual. La combinación de una fuerza de naturaleza aparentemente metafísica compartida por todos los seres humanos y los seres vivos crea la disposición en los seres humanos para manifestarse en el mundo. El continuo proceso de ensayar y equivocarse en la expresión del niño es lo que puede considerarse como el tanteo experimental.

## Célestin Freinet
Célestin Freinet (1896-1966), formó parte del movimiento de la Escuela Moderna. Es considerado por algunos su iniciador y principal impulsor del movimiento de renovación pedagógica en la primera mitad del siglo xx. Introductor de la imprenta en la escuela y defensor de una pedagogía que «escucha a los niños, se inspira en sus descubrimientos, les pone en contacto con la naturaleza y da valor a las capacidades de cada uno».
Asimismo, reconsidera la psicología tradicional, haciendo de esta una psicología del niño y de sus capacidades más dialéctica y más humana. Para Freinet, en la práctica pedagógica, el valor de la acción es superior a cualquier otra consideración.

### Libros de Célestin Freinet traducidos al español[8]
- La imprenta en la escuela
- La lectura en la escuela por medio de la imprenta
- El aprendizaje de la lengua
- Consejos a los maestros jóvenes
- El diario escolar
- Documentos de la nueva Rusia
- La educación por el trabajo
- La educación moral y cívica
- Las enfermedades escolares
- La enseñanza de las ciencias
- La enseñanza del cálculo
- El equilibrio mental del niño
- La escuela moderna francesa, también es posible encontrarla bajo la traducción de: Por una escuela del pueblo : guía práctica para la organización material, técnica y pedagógica de la escuela popular
- Una pedagogía moderna de sentido común, también es posible encontrarla bajo la traducción de: Parabolas para una pedagogía popular: Los dichos de Mateo
- Las invariantes pedagógicas
- Lenguaje y expresión de los niños
- Los métodos naturales I. El aprendizaje de la lengua
- Los métodos naturales II. El aprendizaje del dibujo
- Los métodos naturales III. El aprendizaje de la escritura
- Los planes de trabajo
- Por una escuela del pueblo
- La psicología sensitiva y la educación, también es posible encontrarlo bajo la traducción de: Ensayo de psicología sensitiva : reeducación de las técnicas de vida sustitutivas
- La salud mental de los niños
- Técnicas Freinet de la escuela moderna
- El texto libre
- El periódico escolar
- La formación de la infancia y de la juventud
- Las técnicas audiovisuales

### Libros sobre Célestin Freinet
- José González-Monteagudo, El universo pedagógico de Célestin Freinet, Escuela Viva (Ecole Vivante) (2017). El Universo pedagógico de Célestin Freinet
- Elise Freinet, Nacimiento de una pedagogía popular", Editorial Laia.

### Libros sobre la pedagogía Freinet
- Sylvia Dorance, Pedagogía Freinet: Por dónde empezar, Escuela Viva (Ecole Vivante) (2018). Freinet: Por dónde empezar